# Emerging Church
Emerging Church eller Emergent Church (ungefär Den spirande kyrkan eller Den framväxande kyrkan), även kallat The Emerging Conversation,  är ett samlande namn på vissa strömningar inom nutidens kristendom. 
Det är inte fråga om ett samfund eller en kyrka i traditionell mening utan snarare om ett ekumeninskt samtal och en reformrörelse som diskuterar vad kristen tro är och hur det kristna livet kan levas ut i en postmodern miljö. Samtalet började i USA och Storbritannien och har under en tioårsperiod[när?] spridits över västvärden. 
Flera av företrädarna för Emerging Church, bl.a. Brian McLaren, är kristna ledare som varit på väg att förlora sin tro men kommit fram till att det snarare är tilltron på modernitetens kristendomstolkning, som vuxit fram i det paradigm som dominerade västvärlden mellan i vid mening 1500- och 1970-tal, och inte den kristna tron i sig som de har förlorat. I stället för att förkasta kristendomen har man i Emerging Church-kretsar börjat omtolka den utifrån det postmoderna paradigmet. På samma sätt som andra postmodernister och poststrukturalister vill dekonstruera och rekonstruera inom sina områden vill företrädarna för Emerging Church-samtalet plocka isär den kyrka som formats under moderniteten, och bygga upp en kyrka som fungerar i det postmoderna sammanhanget.
Emerging Church-samtalet påpekar att dagens västerlänningar lever i en post-kristen och post-metafysisk tid, i en kultur som mer eller mindre helt saknar kontakt med den kulturen inom kyrkan.
Eftersom Emerging Church inte är en enhetlig rörelse utan ett samtal är det svårt att beskriva dess åsikter. Det finns dock ett antal gemensamma nämnare. 

## Modernism vs postmodernism
Grunden för Emerging Church är en reaktion mot ett antal drag som företrädarna ser hos den moderna tidens kyrka. Bland dessa drag kan nämnas ett slags epistemologiskt övermod som yttrar sig i en alltför självsäker attityd mot andra livsåskådningar, kyrkliga samfund och mot andra religioner. I stället förespråkar Emerging Church-samtalets företrädare en ödmjuk och öppen hållning som vågar möta andra perspektiv i dialog. Emerging Church är därför en mycket ekumeniskt inriktad rörelse som i hög grad betonar den rika variation av tankar och uttryck som ryms inom kristendomen idag och i kyrkans historia. På samma grund kritiseras modernitetens kyrka för sin systematiska teologi, i vilken tron spaltas upp i teser och dogmer. I stället förespråkas en narrativ teologi som ser på Bibelns mångfasetterade berättelse och många tolkningsmöjligheter, och betonar tron som någonting större än summan av trosartiklar. I postmoderna tänkares anda, som Jacques Derrida och Stanley Fish, ser företrädarna för Emerging Church Bibeltolkning som i något i hög grad beroende av läsarens kulturella kontext och paradigm. Därför närmar man sig teologer som N.T. Wright, som försöker se vad Bibelns budskap betydde för författarna och läsarna den judiska och hellenistiska kultur där den skrevs.
En annan företeelse som Emerging Church-samtalet tar upp är den moderna kyrkans tilltro till professionell personal, organisation och byggnader. En sådan institutionell kyrkosyn ger enligt Emerging Church ett perspektiv på mission som förväntar sig att människor skall komma till en kyrkobyggnad och ansluta sig till en förening. I stället menar Emerging Church att kyrkan skall komma till människor i form av enskilda kristna som lever ut sin tro i ärliga relationer. Resonemanget är att eftersom kyrkan inte är en byggnad utan en grupp av troende medmänniskor så är allt vad dessa människor gör, och var de än gör det, per definition kyrklig verksamhet. Detta har sin bas i Emerging Church-rörelsens fokus på Jesu liv och lära och en syn på Guds rike som försoningen mellan människor, Gud och natur. 
Att sprida den kristna tron betonas starkt inom Emerging Church men blir där ett kvalitativt snarare än en kvantitativt fokus.
En tredje viktig komponent i Emerging Church-samtalets kritik av modernitetens kyrka är dess likformiga tillbedjan. Generellt förespråkar Emerging Church nyskapande uttryck för tillbedjan, auteniska former som ligger nära den nutida kulturen och ger utlopp för individuell kreativitet. Ett medel för detta är bland annat så kallad "guldålderstro", d.v.s. att som pastorn Dan Kimball och hans församling Vintage Faith Church i Santa Cruz, Kalifornien i återanvända historiska uttryck som medeltida hymner och mysticistiska ritualer m.m. i kombination med dagens kultur och musik. Det kan handla om en exempelvis meditativ vandring genom en labyrint kombinerat med elektronisk musik och ljuseffekter. Inom den Emergent Church-strömning som kallas "Alternative worship" (Alternativ tillbedjan) finns väldigt få kopplingar alls till de vanliga kyrkornas sätt att tillbe. Snarare rör det sig om tillbedjan på ett sätt som den skulle utformats om den kristna tron hade fötts idag utan någon kyrklig tradition.

## Kännetecken
Med tiden har grupper bildats, och även nya församlingar fötts som präglas av tankarna i Emergent Church-samtalet. Då variation och bredd i tolkning och uttryck är en av grundpelarna i rörelsen är den svår att exakt ringa in men dessa kännetecken brukar föras fram: 
- En önskan att hitta kreativa uttryck för tillbedjan och andlig reflexion för att passa den postmoderna kulturen. Allt från kontemplativ musik och film till högkyrkliga liturgiska element.
- En minimalistisk och decentralistisk organisationsstruktur, som ger de lokala tillbedjarna frihet till autentiska uttryck.
- En flexibel inställning till dogmatiska och teologiska frågor så att en stor bredd av individualitet i tro och moral accepteras.
- En holistisk uppfattning av kyrkans roll i samhället. Socialt engagemang betonas.
- En önskan att läsa om Bibeln i förhållande till dess historiska och kulturella samtid, så att en rekonstruerad teologi kan formas fri från modernitetens tolkningar.
- En livlig användning av bloggar, andra typer av webbplatser, video och andra moderna medier.